# Dirk van Duijvenbode
Dirk van Duijvenbode (* 30. června 1992 Katwijk aan Zee) je nizozemský profesionální hráč šipek hrající turnaje Professional Darts Corporation (PDC). Je známý díky svým energickým nástupům na pódium a také prací na lilkové farmě, odkud pochází jeho přezdívka „Aubergenius". Při své premiérové účasti na World Grand Prix se v roce 2020 dostal až do finále, kde podlehl Gerwynu Priceovi 2–5 na sety. Stejný hráč ho o první major titul připravil i o dva roky později na World Series of Darts Finals, kde Dirk prohrál v rozhodujícím legu 10–11.

## Výsledky na mistrovství světa

### PDC
- 2016: První kolo (porazil ho Raymond van Barneveld 0–3)
- 2021: Čtvrtfinále (porazil ho Gary Anderson 1–5)
- 2022: Čtvrté kolo (porazil ho Gerwyn Price 1–4)
- 2023: Čtvrté kolo (porazil ho Michael van Gerwen 1–4)
- 2024: Druhé kolo (porazil ho Boris Krčmar 1–3)
- 2025: Druhé kolo (porazil ho Madars Razma 1–3)

## Finálové zápasy

### Major turnaje PDC: 2
| Legenda                            |
| ---------------------------------- |
| World Grand Prix (0–1)             |
| World Series of Darts Finals (0–1) |

| Výsledek  | No. | Rok  | Turnaj                       | Soupeř       | Skóre     |
| --------- | --- | ---- | ---------------------------- | ------------ | --------- |
| Finalista | 1.  | 2020 | World Grand Prix             | Gerwyn Price | 2–5 (s)   |
| Finalista | 2.  | 2022 | World Series of Darts Finals | Gerwyn Price | 10–11 (l) |

### Světová série PDC: 1
| Legenda                     |
| --------------------------- |
| World Series of Darts (0–1) |

| Výsledek  | No. | Rok  | Turnaj              | Soupeř                | Skóre   |
| --------- | --- | ---- | ------------------- | --------------------- | ------- |
| Finalista | 1.  | 2022 | Dutch Darts Masters | Dimitri Van den Bergh | 2–8 (l) |

## Výsledky na turnajích

### PDC
| Turnaj                          | 2011              | 2012              | 2013              | 2014              | 2015              | 2016              | 2017              | 2018              | 2019              | 2020              | 2021              | 2022           | 2023           | 2024           | 2025           |
| ------------------------------- | ----------------- | ----------------- | ----------------- | ----------------- | ----------------- | ----------------- | ----------------- | ----------------- | ----------------- | ----------------- | ----------------- | -------------- | -------------- | -------------- | -------------- |
| Hodnocené televizní turnaje     |                   |                   |                   |                   |                   |                   |                   |                   |                   |                   |                   |                |                |                |                |
| Mistrovství světa               | Nekvalifikoval se | Nekvalifikoval se | Nekvalifikoval se | Nekvalifikoval se | Nekvalifikoval se | 1R                | Nekvalifikoval se | Nekvalifikoval se | Nekvalifikoval se | Nekvalifikoval se | QF                | 4R             | 4R             | 2R             | 2R             |
| World Masters                   | Nekvalifikoval se | Nekvalifikoval se | Nekvalifikoval se | Nekvalifikoval se | Nekvalifikoval se | Nekvalifikoval se | Nekvalifikoval se | Nekvalifikoval se | Nekvalifikoval se | Nekvalifikoval se | Nekvalifikoval se | 1R             | QF             | 2R             | PR             |
| UK Open                         | Nekvalifikoval se | Nekvalifikoval se | Nekvalifikoval se | 3R                | 1R                | 4R                | 4R                | 4R                | 3R                | 5R                | 5R                | 6R             | 5R             | 4R             | 4R             |
| World Matchplay                 | Nekvalifikoval se | Nekvalifikoval se | Nekvalifikoval se | Nekvalifikoval se | Nekvalifikoval se | Nekvalifikoval se | Nekvalifikoval se | Nekvalifikoval se | Nekvalifikoval se | Nekvalifikoval se | 1R                | QF             | 2R             | DNQ            |                |
| World Grand Prix                | Nekvalifikoval se | Nekvalifikoval se | Nekvalifikoval se | Nekvalifikoval se | Nekvalifikoval se | Nekvalifikoval se | Nekvalifikoval se | Nekvalifikoval se | Nekvalifikoval se | F                 | 1R                | 1R             | 1R             | DNQ            |                |
| Mistrovství Evropy              | Nekvalifikoval se | Nekvalifikoval se | Nekvalifikoval se | Nekvalifikoval se | 1R                | Nekvalifikoval se | Nekvalifikoval se | Nekvalifikoval se | Nekvalifikoval se | QF                | DNQ               | SF             | 1R             | QF             |                |
| Grand Slam of Darts             | Nekvalifikoval se | Nekvalifikoval se | Nekvalifikoval se | Nekvalifikoval se | Nekvalifikoval se | Nekvalifikoval se | Nekvalifikoval se | Nekvalifikoval se | Nekvalifikoval se | RR                | DNQ               | 2R             | RR             | DNQ            |                |
| Players Championship Finals     | Nekvalifikoval se | Nekvalifikoval se | Nekvalifikoval se | Nekvalifikoval se | Nekvalifikoval se | Nekvalifikoval se | Nekvalifikoval se | Nekvalifikoval se | Nekvalifikoval se | QF                | 1R                | QF             | 1R             | SF             |                |
| Nehodnocené televizní turnaje   |                   |                   |                   |                   |                   |                   |                   |                   |                   |                   |                   |                |                |                |                |
| World Cup of Darts              | Nekvalifikoval se | Nekvalifikoval se | Nekvalifikoval se | Nekvalifikoval se | Nekvalifikoval se | Nekvalifikoval se | Nekvalifikoval se | Nekvalifikoval se | Nekvalifikoval se | Nekvalifikoval se | QF                | SF             | 2R             | DNQ            |                |
| World Series of Darts Finals    | Nekonalo se       | Nekonalo se       | Nekonalo se       | Nekvalifikoval se | Nekvalifikoval se | Nekvalifikoval se | Nekvalifikoval se | Nekvalifikoval se | Nekvalifikoval se | Nekvalifikoval se | 2R                | F              | 1R             | 1R             |                |
| Mistrovství světa juniorů       | 2R                | 3R                | 3R                | SF                | 1R                | 1R                | Nezúčastnil se    | Nezúčastnil se    | Nezúčastnil se    | Nezúčastnil se    | Nezúčastnil se    | Nezúčastnil se | Nezúčastnil se | Nezúčastnil se | Nezúčastnil se |
| Statistika                      |                   |                   |                   |                   |                   |                   |                   |                   |                   |                   |                   |                |                |                |                |
| Pořadí v žebříčku na konci roku | NR                | NR                | NR                | 86                | 47                | 77                | 72                | 99                | 92                | 43                | 15                | 13             | 13             | 26             |                |

| Legenda | Legenda | Legenda | Legenda        | Legenda | Legenda           | Legenda | Legenda     | Legenda | Legenda   |
| ------- | ------- | ------- | -------------- | ------- | ----------------- | ------- | ----------- | ------- | --------- |
| #R      | kolo    | QF      | čtvrtfinále    | SF      | semifinále        | F       | finalista   | W       | vítěz     |
| RR      | skupina | DNP     | nezúčastnil se | DNQ     | nekvalifikoval se | NH      | nekonalo se | WD      | odstoupil |